# Norwegische Meisterschaften im Biathlon 2025
Die Norwegischen Meisterschaften im Biathlon 2025 fanden vom 27. bis zum 30. März 2025 im Blommen Skistadion in Stiklestad statt.
Vorher waren bereits im Rahmen des nationalen ASKO-Cups Mixedstaffelwettkämpfe in Folldal vorgesehen.

## Zeitplan
| Datum          | Männer | Männer               | Frauen      | Frauen                |
| -------------- | ------ | -------------------- | ----------- | --------------------- |
| 27. März (Do.) | 16:30  | Training             | 14:00       | Training              |
| 28. März (Fr.) | 12:55  | Einschießen          | 10:00       | Einschießen           |
| 28. März (Fr.) | 14:00  | Sprint (10 km)       | 11:00       | Sprint (7,5 km)       |
| 29. März (Sa.) | 15:50  | Einschießen          | Einschießen | Einschießen           |
| 29. März (Sa.) | 17:30  | Massenstart (15 km)  | 16:35       | Massenstart (12,5 km) |
| 30. März (So.) | 13:05  | Einschießen          | 10:45       | Einschießen           |
| 30. März (So.) | 13:50  | Staffel (4 × 7,5 km) | 11:30       | Staffel (3 × 6 km)    |

Alle Startzeiten in MEZ.

## Ablauf
Wegen Schneemangels wurden die Trainingsmöglichkeiten auf den Strecken der Norwegischen Meisterschaften in Stiklestad eingeschränkt. Zusätzlich wurden die Loipen mit Schnee aus dem etwa 40 km entfernten Biathlonstadion in Steinkjer verstärkt.

## Herren

### Sprint (10 km)
| Platz | Starter               | Zeit        | Schießfehler |
| ----- | --------------------- | ----------- | ------------ |
| 1     | Sverre Dahlen Aspenes | 21:24,5 min | 0+0          |
| 2     | Sturla Holm Lægreid   | +0:11,6     | 0+0          |
| 3     | Johan-Olav Botn       | +0:53,3     | 0+0          |
| 4     | Vetle Rype Paulsen    | +0:54,4     | 0+0          |
| 5     | Sivert Guttorm Bakken | +0:58,4     | 0+1          |
| 6     | Martin Nevland        | +1:05,4     | 0+0          |
| 7     | Espen Uldal           | +1:10,1     | 0+1          |
| 8     | Herman Dramdal Borge  | +1:17,2     | 0+0          |
| 9     | Håvard Tosterud       | +1:24,5     | 0+1          |
| 10    | Isak Leknes Frey      | +1:43,3     | 1+1          |

### Massenstart (15 km)
| Platz | Starter                    | Zeit        | Schießfehler |
| ----- | -------------------------- | ----------- | ------------ |
| 1     | Einar Hedegart             | 35:28,5 min | 0+1+0+1      |
| 2     | Johan-Olav Botn            | +0:01,1     | 0+0+0+1      |
| 3     | Isak Frey                  | +0:32,9     | 0+0+2+0      |
| 4     | Kasper Ågheim Kalkenberg   | +0:40,2     | 1+0+0+0      |
| 5     | Sturla Holm Lægreid        | +0:45,2     | 0+2+0+1      |
| 6     | Ole Tafjord Suhrke         | +0:48,3     | 1+0+1+1      |
| 7     | Vetle Sjåstad Christiansen | +0:51,1     | 2+1+0+1      |
| 8     | Martin Nevland             | +1:05,7     | 0+1+0+0      |
| 9     | Petter Austberg Bjørn      | +1:05,8     | 0+0+1+1      |
| 10    | Herman Dramdal Borge       | +1:10,0     | 0+0+0+0      |

### Staffel (4 × 7,5 km)
| Platz | Starter                                                                                 | Region                 | Zeit        |
| ----- | --------------------------------------------------------------------------------------- | ---------------------- | ----------- |
| 1     | Isak Leknes Frey Endre Strømsheim Johannes Dale-Skjevdal Sturla Holm Lægreid            | Oslo Og Akershus 1     | 11:18,8 min |
| 2     | Vetle Rype Paulsen Filip Fjeld Andersen Herman Dramdal Borge Vetle Sjåstad Christiansen | Buskerud 1             | +0:10,2     |
| 3     | Tobias Alm Håvard Tosterud Vebjørn Sørum Sivert Guttorm Bakken                          | Oppland 1              | +1:29,2     |
| 4     | Sivert Kristian Rusten Mathias Skrede Mathias Sørnes Sivert Bjørndalen                  | Buskerud 2             | +2:53,4     |
| 5     | Sivert Silsand Gerhardsen Ole-Kristian Kvanli Alexander Os Eirik Silsand Gerhardsen     | Troms 1                | +3:16,8     |
| 6     | Sverre Dahlen Aspenes Einar Hedegart Albert Riseth Tobias Bjørken                       | Nord-Trøndelag 1       | +3:48,4     |
| 7     | Martin Nevland Espen Uldal Andreas Aas Åsbjørn Langeland Øvland                         | Agder Og Rogaland 1    | +4:17,0     |
| 8     | Martin Øyen Tøraasen Håvard Kne Galåen Petter Austberg Bjørn Jørgen Solhaug Sæter       | Nord-Østerdal 1        | +4:51,6     |
| 9     | Hogne Findal Skar Ole Tafjord Suhrke Eivind Gaastjønn Andreas Aasen Haug                | Telemark Og Vestfold 1 | +5:10,5     |
| 10    | Simen Aaberg Skar Olav Solan Knudsen Renolen Ask Grøtan Wang Fredrik Vogt Vold          | Oslo Og Akershus 2     | +5:22,4     |

## Frauen

### Sprint (7,5 km)
| Platz | Starter                  | Zeit        | Schießfehler |
| ----- | ------------------------ | ----------- | ------------ |
| 1     | Maren Kirkeeide          | 18:43,4 min | 1+0          |
| 2     | Hanna Børve              | +0:07,0     | 0+0          |
| 3     | Karoline Erdal           | +0:12,9     | 1+0          |
| 4     | Lotte Lie                | +0:13,1     | 1+0          |
| 5     | Marthe Kråkstad Johansen | +0:16,2     | 0+0          |
| 6     | Emilie Ågheim Kalkenberg | +0:21,6     | 0+1          |
| 7     | Anne Bunemann De Besche  | +0:33,5     | 0+0          |
| 8     | Anna Mæhre Torjussen     | +0:34,4     | 0+0          |
| 9     | Marit Øygard             | +0:43,7     | 1+0          |
| 10    | Eline Grue               | +0:48,7     | 1+0          |

### Massenstart (12,5 km)
| Platz | Starter                  | Zeit        | Schießfehler |
| ----- | ------------------------ | ----------- | ------------ |
| 1     | Maren Kirkeeide          | 34:20,7 min | 0+0+0+1      |
| 2     | Marthe Kråkstad Johansen | +0:24,1     | 0+0+0+1      |
| 3     | Juni Arnekleiv           | +0:43,4     | 0+1+0+0      |
| 4     | Lotte Lie                | +0:44,5     | 1+0+0+0      |
| 5     | Marit Øygard             | +0:44,9     | 0+0+1+0      |
| 6     | Karoline Erdal           | +1:00,6     | 0+0+0+3      |
| 7     | Synne Owren              | +2:14,2     | 1+0+2+1      |
| 8     | Anne Bunemann De Besche  | +2:22,1     | 0+0+1+0      |
| 9     | Marit Ishol Skogan       | +2:22,2     | 1+0+1+1      |
| 10    | Linnea Winsvold          | +2:38,2     | 0+0+0+0      |

### Staffel (3 × 6 km)
| Platz | Starter                                                                     | Region                 | Zeit        |
| ----- | --------------------------------------------------------------------------- | ---------------------- | ----------- |
| 1     | Ann Kristin Aaland Karoline Erdal Maren Hjelmeset Kirkeeide                 | Sogn Og Fjordane 1     | 53:45,2 min |
| 2     | Synne Owren Eivor Melbybråten Marit Øygard                                  | Oppland 1              | +0:15,7     |
| 3     | Malin Auganæs Bergtun Julie Tronerud Kvelvane Hanna Børve                   | Hordaland 1            | +0:20,5     |
| 4     | Marthe Kråkstad Johansen Benedicte Stien Schreiner Emilie Ågheim Kalkenberg | Nordland 1             | +1:07,2     |
| 5     | Frida Dahl Marit Ishol Skogan Lotte Lie                                     | Nord-Trøndelag 1       | +1:42,9     |
| 6     | Anna Mæhre Torjussen Kaia Wulff Berntsen Anne Bunemann De Besche            | Oslo Og Akershus 1     | +1:55,1     |
| 7     | Tuva Aas Stræte Linnea Winsvold Mari Torsteinsrud                           | Buskerud 1             | +2:15,7     |
| 8     | Maren Bakken Eline Grue Juni Arnekleiv                                      | Nord-Østerdal 1        | +2:27,2     |
| 9     | Linnea Melheim Espe Emilie Flo Stavik Mari Sofi Meland                      | Sogn Og Fjordane 2     | +2:46,2     |
| 10    | Gro Njølstad Randby Agathe Brathagen Mari Haugenes Elvestad                 | Telemark Og Vestfold 1 | +3:21,9     |

## Berichterstattung
Der NRK berichtete live von den Meisterschaften, der Livestream im Internet war auch außerhalb Norwegens verfügbar. Moderator war Hans Solbakken, Kommentatorin Ingrid Sørli Glomnes und als Experten waren – wie auch bei Übertragungen der Rennen des Biathlon-Weltcups – die ehemaligen Biathleten Marte Olsbu Røiseland und Ola Lunde vor Ort. Die aktive Biathletin Ida Lien, die wegen einer Erkältung auf einen Start bei den Norwegischen Meisterschaften verzichtete, war zum Damensprint als weitere Co-Kommentatorin und Expertin vor Ort.